# Lista de membros titulares da Academia Brasileira de Ciências empossados em 2012
Esta lista contém os nomes dos membros titulares da Academia Brasileira de Ciências empossados em 2012.
| Imagem | Nome                              | Datas de nascimento e falecimento | Local de nascimento | Área de especialização | Alma mater            | Data de posse      | Conhecido por | Referências   |
| ------ | --------------------------------- | --------------------------------- | ------------------- | ---------------------- | --------------------- | ------------------ | --- | ------------- |
|        | Angela de Luca Rebello Wagener    | 24 de janeiro de 1947             |                     | Ciências Químicas      | UERJ                  | 08 de maio de 2012 | | [ 2 ]         |
|        | Antonio Martins Figueiredo Neto   | 20 de junho de 1953               |                     | Ciências Físicas       | USP                   | 08 de maio de 2012 | | [ 3 ]         |
|        | Bolívar Lamounier                 | 25 de abril de 1944               | Dores do Indaiá, MG | Ciências Sociais       | UFMG                  | 08 de maio de 2012 | Fundador e primeiro diretor-presidente do Instituto de Estudos Econômicos, Sociais e Políticos de São Paulo (Idesp)                                                | [ 4 ]         |
|        | Claudio Riccomini                 | 22 de março de 1956               |                     | Ciências da Terra      | USP                   | 08 de maio de 2012 | | [ 5 ]         |
|        | Enrique Ramiro Pujals             | 03 de julho de 1967               | Argentina           | Ciências Matemáticas   | UBA, Argentina        | 08 de maio de 2012 | Foi orientado por Jacob Palis. Recebeu o Prêmio Ramanujan ICTP (2008).                                                                                             | [ 6 ]         |
|        | Evaldo Ferreira Vilela            | 08 de janeiro de 1948             |                     | Ciências Agrárias      | UFV                   | 08 de maio de 2012 | | [ 7 ]         |
|        | Fábio de Oliveira Pedrosa         | 22 de agosto de 1947              |                     | Ciências Biológicas    | UFRRJ                 | 08 de maio de 2012 | | [ 8 ]         |
|        | Fausto Foresti                    | 03 de março de 1944               |                     | Ciências Biológicas    | UNICAMP               | 08 de maio de 2012 | | [ 9 ]         |
|        | Fernando Cendes                   | 10 de outubro de 1962             |                     | Ciências da Saúde      | UFGO                  | 08 de maio de 2012 | | [ 10 ]        |
|        | Francisco Rafael Martins Laurindo | 17 de abril de 1955               |                     | Ciências da Saúde      | USP                   | 08 de maio de 2012 | | [ 11 ]        |
|        | Gilberto de Nucci                 | 18 de março de 1958               | Campinas, SP        | Ciências Biomédicas    | USP                   | 08 de maio de 2012 | Membro titular da Academia Nacional de Medicina (2003) | [ 12 ]        |
|        | Icaro Vitorello                   | 27 de outubro de 1940             |                     | Ciências da Terra      | UM, EUA               | 08 de maio de 2012 | | [ 13 ]        |
|        | João Fernando Gomes de Oliveira   | 14 de março de 1958               |                     | Ciências da Engenharia | USP                   | 08 de maio de 2012 | Foi co-fundador e primeiro Presidente da Empresa Brasileira de Pesquisa e Inovação Industrial (Embrapii)                                                           | [ 14 ]        |
|        | Jose Antonio Marengo Orsini       | 15 de junho de 1958               | Peru                | Ciências da Terra      | UNALM, Peru           | 08 de maio de 2012 | Junto com toda a equipe envolvida, recebeu o Prêmio Nobel da Paz em 2007 pelo Quarto Relatório de Avaliação do Painel Intergovernamental sobre Mudanças Climáticas | [ 15 ] [ 16 ] |
|        | Lorenzo Justiniano Díaz Casado    | 27 de junho de 1961               | Espanha             | Ciências Matemáticas   | UCM, Espanha          | 08 de maio de 2012 | Foi orientado por Jacob Palis. | [ 17 ]        |
|        | Luiz Carlos Dias                  | 31 de julho de 1964               |                     | Ciências Químicas      | UFSC                  | 08 de maio de 2012 | | [ 18 ]        |
|        | Maria Fatima Grossi de Sa         | 15 de novembro de 1956            |                     | Ciências Agrárias      | UnB                   | 08 de maio de 2012 | Seus estudos culminaram na descoberta da partícula prosome ou proteasoma.                                                                                          | [ 19 ]        |
|        | Maria Júlia Manso Alves           | 20 de agosto de 1946              |                     | Ciências Biomédicas    | USP                   | 08 de maio de 2012 | Foi orientada por Isaias Raw, José Ferreira Fernandes, Walter Colli e Ruth Nussenzweig                                                                             | [ 20 ]        |
|        | Nathan Jacob Berkovits            | 06 de junho de 1961               | Massachusetts, EUA  | Ciências Físicas       | Harvard, EUA          | 08 de maio de 2012 | | [ 21 ]        |
|        | Paolo Piccione                    | 24 de abril de 1964               | Itália              | Ciências Matemáticas   | "La Sapienza", Itália | 08 de maio de 2012 | | [ 22 ]        |
|        | Regina Pekelmann Markus           | 21 de maio de 1949                |                     | Ciências Biomédicas    | UNIFESP               | 08 de maio de 2012 | | [ 23 ]        |
|        | Ronald Dickman                    | 10 de janeiro de 1953             | EUA                 | Ciências Físicas       | CUNY, EUA             | 08 de maio de 2012 | | [ 24 ]        |
|        | Vanderlan da Silva Bolzani        | 19 de novembro de 1949            | Santa Rita, PB      | Ciências Químicas      | UFPB                  | 08 de maio de 2012 | Primeira latino-americana fellow da Royal Society of Chemistry | [ 25 ]        |
|        | Victor Carlos Pandolfelli         | 31 de maio de 1955                |                     | Ciências da Engenharia | UFSCar                | 08 de maio de 2012 | | [ 26 ]        |